# Zuidpoolstern
De zuidpoolstern (Sterna vittata) is een zeevogel uit de familie van de meeuwen (Laridae) en de geslachtengroep sterns (Sternini).

## Verspreiding
Deze soort komt voor op de eilanden van de zuidelijke oceanen en telt zes ondersoorten:
- S. v. tristanensis: Tristan da Cunha en Gough.
- S. v. sanctipauli: St. Paul en de Amsterdam eilanden.
- S. v. georgiae: Zuid-Georgia en de Zuidelijke Sandwicheilanden en de Zuidelijke Orkneyeilanden.
- S. v. gaini: de Zuidelijke Shetlandeilanden, de Antarctische (schier)eilanden.
- S. v. vittata: de Prins Edwardeilanden, de Crozeteilanden, Kerguelen, Bouvet en de Heard en McDonaldeilanden.
- S. v. bethunei: Stewarteiland, de Snareseilanden, de Aucklandeilanden, de Bounty-eilanden, de Antipodeneilanden, Campbell-eiland en Macquarie-eiland.